# Грегори, Уильям Джордж
Уи́льям Джордж Гре́гори (англ. William George "Borneo" Gregory; род. 1957) — астронавт НАСА. Совершил один космический полёт на шаттле: STS-67 (1995, «Индевор»), подполковник ВВС США.

## Личные данные и образование
Уильям Грегори родился 14 мая 1957 года в городе Локпорт, штат Нью-Йорк в семье американцев албанского происхождения. В 1975 году окончил среднюю школу. Принимал активное участие в движении «Бойскауты Америки». В 1979 году получил степень бакалавра в области машиностроения в Академии ВВС США, в городе Колорадо-Спрингс, штат Колорадо. В 1980 году получил степень магистра в области машиностроения в Колумбийском университете, в городе Нью-Йорк. В 1984 году получил степень магистра в области государственного управления в Тройском университете, штат Алабама.
Женат. Увлечения: бег, езда на велосипеде, триатлон, водные и зимние лыжи. Радиолюбитель с позывным KC5MGA.

## До НАСА
С 1981 по 1986 год, Грегори служил лётчиком-истребителем на моделях D и F самолёта F-111F. В качестве лётчика-инструктора служил на авиабазе Локенхит в Великобритании и на базе Кэннон, штат Нью-Мексико. D 1987 году он окончил школу лётчиков-испытателей ВВС США. В период между 1988 и 1990 годами служил лётчиком-испытателем на авиабазе «Эдвардс», в Калифорнии. Летал на самолётах F-4 Phantom II, А-7D и на всех моделях F-15. Всего летал на более чем 40 типах самолётов, имеет налёт более 5 000 часов.

## Подготовка к космическим полётам
В январе 1990 года был зачислен в отряд НАСА в составе тринадцатого набора, кандидатом в астронавты. Стал проходить обучение по курсу Общекосмической подготовки (ОКП). По окончании курса, в июле 1991 года получил квалификацию «пилот шаттла» и назначение в Офис астронавтов НАСА. До полёта в космос работал в Лаборатории электронного оборудования, встречал астронавтов, летал на самолётах T-38 Talon, занимался безопасностью полётов, в Центре космических исследований имени Кеннеди, штат Флорида, входил в группу вспомогательного персонала, был оператором связи.

## Полёты в космос
- Первый полёт — STS-67[4], шаттл «Индевор». Со 2 по 18 марта 1995 года, на то время — самый длительный полёт шаттла, в качестве пилота. Экипажем проводились работы в космической обсерватории многоразового использования ASTRO-2. Астронавты благополучно приземлились на авиабазе Эдвардс в Калифорнии. Продолжительность полёта составила 16 суток 15 часов 8 минут[5].

Общая продолжительность полётов в космос — 16 дней 15 часов 8 минут.

## После полётов
Ушёл в отставку из ВВС и уволился из НАСА летом 1999 года в звании подполковник. В настоящее время он является вице-президентом по развитию бизнеса в «Qwaltec Inc.», в городе Темпе, штат Аризона.

## Награды и премии
Награждён: Медаль «За космический полёт» (1995) и другие.